# Barh Köh
Barh Kôh er et af de tre departementer, som udgør regionen Moyen-Chari i Tchad.
9°08′46″N 18°23′03″Ø / 9.1461°N 18.3842°Ø